# Bequest to the Nation
Pour plus de détails, voir Fiche technique et Distribution.
Bequest to the Nation est un film britannique réalisé par James Cellan Jones et sorti en 1973.

## Synopsis
Il s'agit d'un film historique relatant les relations entre l'amiral Nelson et Lady Hamilton durant les guerres napoléoniennes.

## Fiche technique
- Titre : Bequest to the Nation
- Réalisation : James Cellan Jones
- Scénario : Terence Rattigan d'après sa pièce de théâtre
- Musique : Michel Legrand
- Photographie : Gerry Fisher
- Montage : Anne V. Coates
- Production : Hal B. Wallis
- Société de production : Hal Wallis Productions
- Pays de production :  Royaume-Uni
- Genre : Drame et historique
- Durée : 118 minutes
- Date de sortie : 
  - Royaume-Uni : 25 avril 1973 (Londres)

## Distribution
- Glenda Jackson : Lady Hamilton
- Peter Finch : Lord Nelson
- Michael Jayston : Capitaine Hardy
- Anthony Quayle : Lord Minto
- Margaret Leighton : Lady Frances Nelson
- Dominic Guard : Maître George Matcham
- Nigel Stock : George Matcham
- Barbara Leigh-Hunt : Catherine Matcham
- Roland Culver : Lord Barham
- Richard Matthews : William Nelson
- Liz Ashley : Sarah Nelson
- John Nolan : Capitaine Blackwood
- André Maranne : Amiral Villeneuve
- Clelia Matania : Francesca
- Pat Heywood : Emily
- Stephen Jack : le majordome
- Nicholas Lyndhurst : le mousse
- Philip Madoc : un capitaine français